# Lena Nicole
Lena Nicole (Corona, California; 1 de octubre de 1986) es una actriz pornográfica y modelo erótica estadounidense.

## Biografía
Lena Nicole nació y se crio en la ciudad de Corona, en el Condado de Riverside, California. Su debut tuvo lugar con 19 años, en 2006, en la película "A Capella". Durante su primer año en la industria del porno, Lena participó principalmente en películas con escenas de masturbación y lesbianismo.
A lo largo de su carrera profesional en el cine para adultos, Lena Nicole ha trabajado con varias empresas conocidas, como Ninn Worx, Girlfriends Films, Jules Jordan y Vivid Entertainment Group.
Lena trabajó con algunas estrellas del porno conocidas, incluyendo entre ellas a Yana Dzhordan, Jana Cova, Dzheymi Lengford y Tory Lane. Lena a posado para las revistas eróticas Penthouse, Hustler, Barely Legal y otras publicaciones.